# Haraldsted Sø
Haraldsted Sø tidigare Haraldsted Langesø är en lång, smal sjö på Själland i Danmark. Den är 5 kilometer lång och upp till 11 meter djup och har en yta på 200 hektar.
Sjön ligger i botten av en smältvattendal från istiden och har tidigare använts som dricksvattentäkt för Köpenhamns kommun. Omgivningarna gödslas inte av hänsyn vattenkvaliteten. På 1970-talet avskiljdes en mindre del av sjön med en dämning till Lillesø, som är en populär badplats.
En 5,5 kilometer lång vandringsled går runt Haraldsted Sø, som gränsar till skogen Vrangeskov. I sjön finns bland annat gädda, abborre, karp, ål och tidvis också gös och havsöring. Danska sportfiskerekorden för gös är på 11 kilogram med en fisk fångad i Haradsted Sø år 1978.
Sjön avvattnas mot väst av Ringsted Å och vid dess norra strand finns två fornborgar.